# Губерт Льежский
Гу́берт Лье́жский (лат. Hubertus Leodiensis) — епископ Маастрихта и Льежа, сын Бертрана, герцога Аквитанского. Традиционно почитается как покровитель охотников.

## Биография
Родился около 656 года. В 705 году возглавил кафедру Маастрихта после убийства епископа Ламберта. Около 718 года перенёс резиденцию из Маастрихта в Льеж, став таким образом первым епископом Льежа. Мощи своего предшественника Губерт также перенёс в Льеж, где они хранились в последующие века в кафедральном соборе.
За заслуги в области христианизации населения в горных районах Арденн получил прозвище «апостол Арденн». Умер в 727 году, канонизирован вскоре после смерти.

## Почитание

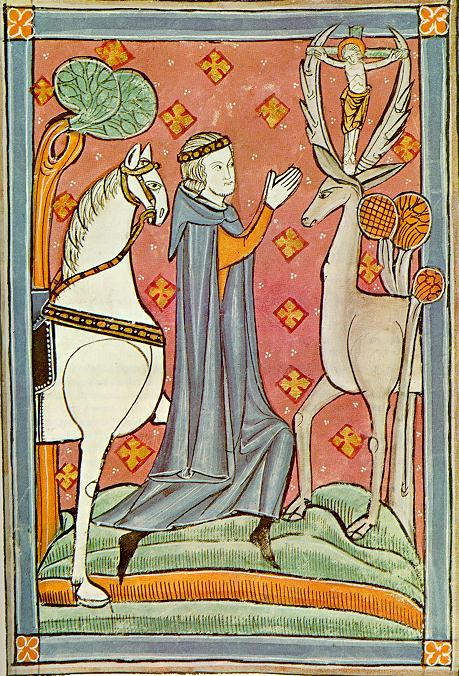
Св. Губерт на миниатюре из британской рукописи XIII века

Святой Губерт — католический святой, православный святой -  местночтимый святой Брюссельско-Бельгийской епархии РПЦ. Память в Брюссельской епархии Русской Православной церкви отмечается 3 ноября по старому стилю (16 ноября по новому стилю). В Германовском календаре также указана память 30 мая. Память святого в Католической церкви — 3 ноября.
Первоначально похоронен в Льеже, в 825 году его останки перезахоронены в аббатстве Андаж, переименованном в честь святого в Сент-Юбер (совр. Бельгия). В этом же аббатстве составлены его первые жития. В одном из эпизодов жития описана встреча юного Губерта во время охоты с оленем, у которого между рогами был сияющий крест. Пережитое при этом религиозное обращение привело к тому, что Губерт оставил прежнюю разгульную жизнь и уехал в Маастрихт, чтобы стать учеником св. Ламберта. Этот эпизод послужил тому, что св. Губерт стал почитаться покровителем охотников и лесников. В Сент-Юбере мощи находились до 1568 г., когда во время Нидерландской революции были уничтожены протестантами.
В честь небесного покровителя охотников названы охотничий замок Губертусбург под Дрезденом, известный с XV века орден Святого Губерта, астероид (260) Губерта, открытый в 1886 году. Изображение оленя с крестом в рогах размещено на гербе белорусского города Гродно и на этикетке популярного немецкого ликёра Егермейстер.
Олень с крестом между рогов также являлся эмблемой 521-го истребительно-противотанкового батальона (Panzerjäger Abteilung 521 или Pz.Jäg.Abt.521) Вермахта в 1940—1944 годах.